# Becanchén (Yucatán)
Becanchén es una localidad ubicada en el municipio de Tekax del estado mexicano de Yucatán.
Tiene una altitud de 150 metros sobre el nivel del mar y se ubica al sur del estado y se ubica en las coordenadas geográficas 19°52′27″N 89°13′01″O / 19.87417, -89.21694. Siendo una de las poblaciones más meridionales de la entidad.
Según el censo realizado por el INEGI en 2010, era la cuarta mayor población del municipio, solo después de la cabecera municipal (Tekax) y de las localidades de Kancab y Xaya.

## Toponimia
El nombre (Becanchén) significa en idioma maya corrientes del pozo, proviniendo de la palabras beekan y ch'e'en.

## Sitio arqueológico

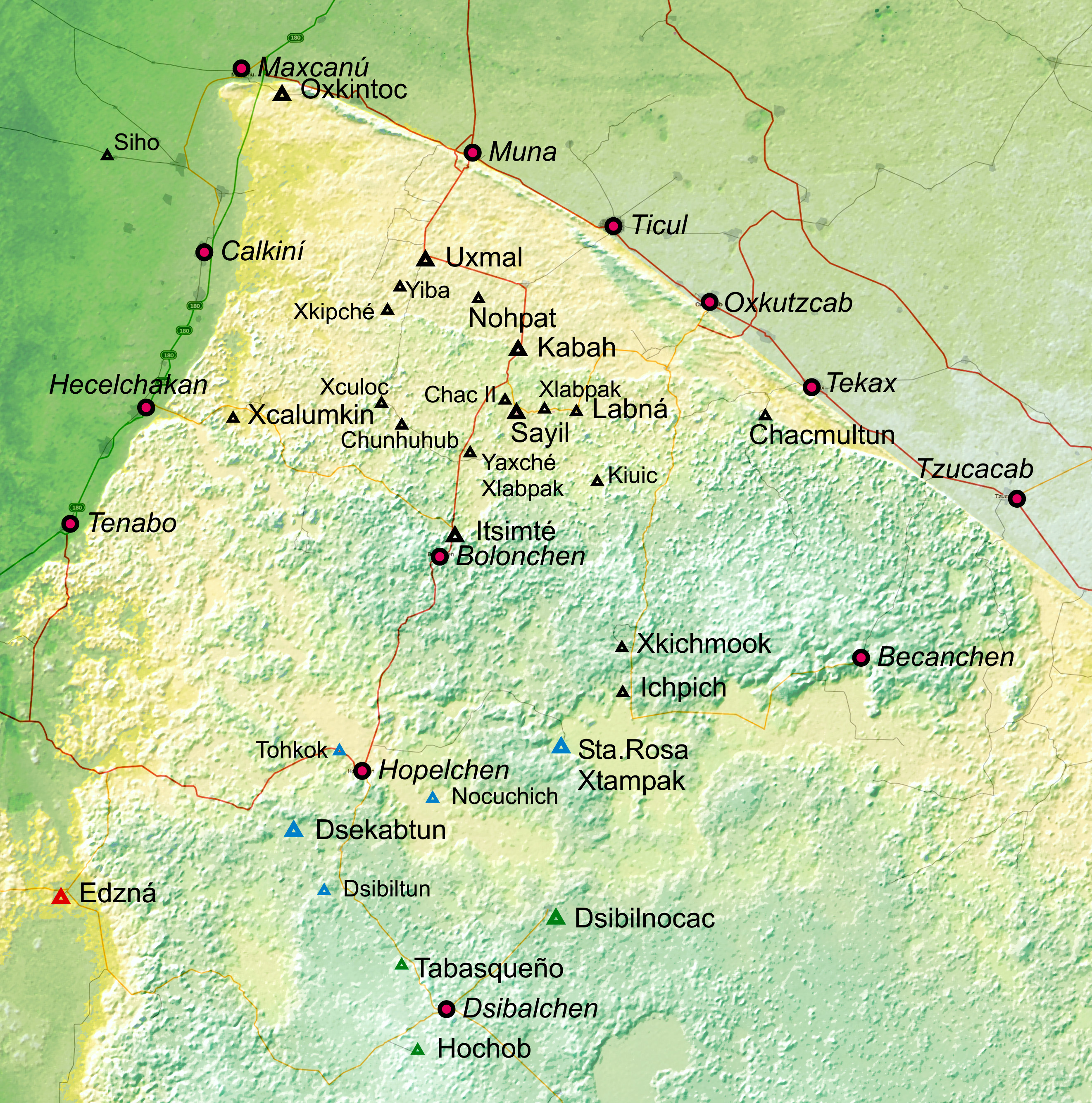
Ubicación de Becanchén en la denominada Región Puuc

Cercano a la población se encuentra un yacimiento arqueológico precolombino de la cultura maya denominado Chumul que pertenece al estilo Puuc, cuyo apogeo se vivió hacia el siglo X de nuestra era.

## Servicios públicos
Según el censo de 2005, en Becanchén hay un total de 311 hogares, de los cuales 297 son viviendas, 28 tienen piso de tierra y unos 34 consisten de una sola habitación, 191 de todas las viviendas tienen instalaciones sanitarias, 271 son conectadas al servicio público y 262 tienen acceso a la luz eléctrica. La estructura económica permite a 4 viviendas tener una computadora, a 154 tener una lavadora y 214 tienen una televisión.

## Educación
Según el censo de 2005, en la población hay 185 analfabetos de 15 y más años, 12 de los jóvenes entre 6 y 14 años no asisten a la escuela. De la población a partir de los 15 años 158 no tienen ninguna escolaridad, 507 tienen una escolaridad incompleta, 213 tienen una escolaridad básica y 67 cuentan con una educación posterior a básica. Un total de 71 de la generación de jóvenes entre 15 y 24 años de edad han asistido a la escuela, la mediana escolaridad entre la población es de 5 años.

## Demografía
Según el censo de 2005 realizado por el INEGI, la población de la localidad era de 1.573 habitantes, de los cuales 838 eran hombres y 735 eran mujeres; mientras que en el 2010, el INEGI reportó un total de 1.713 habitantes.
| 195                         | 400 | 315 | 299 | 476 | 668 | 883 | 801 | 1,160 | 1,374 | 1,405 | 1,573 | 1,713 |
| (Fuente: INEGI [Consultar]) |     |     |     |     |     |     |     |       |       |       |       |       |